# Die Rotröcke
Die Rotröcke (Originaltitel: Giubbe rosse) ist ein 1974 gedrehter italienischer Abenteuerfilm im Umfeld der Mounties in Kanada, den Aristide Massaccesi im Stile der Italowestern inszenierte. Alternativtitel auf Video ist Die gnadenlose Meute. Die deutschsprachige Erstaufführung erfolgte am 17. Mai 1977 im Fernsehen.

## Handlung
Caribous Freundin Elizabeth ist eine gefragte Sängerin, und er nutzt ihre Gagen, um seine durch Pokern und Trinkgelage entstandenen nicht unbeträchtlichen Schulden zu begleichen. Der Mountie Bill Cormack rettet ihn vor einer wütenden Meute, die ihn aus dem Saloon jagend verfolgt. Caribou nimmt das Leben eines Gesetzlosen auf und stiehlt mit Gleichgesinnten einem Goldkurier seine Lieferung. Mit der Beute geht er zu Elizabeth, um mit ihr in die Staaten auszuwandern. Sie jedoch entscheidet sich dagegen; sie möchte in Bills Nähe bleiben, obgleich der ihre Zuneigung nicht zu teilen scheint. Hass zwischen den Männern entsteht; Bill macht es sich zur Aufgabe, Caribou sein Handwerk zu legen.
Jahre später haben Elizabeth und Bill geheiratet und einen Sohn, Jimmy. Währenddessen flieht Caribou zum wiederholten Male aus dem Gefängnis, in dem er viele Male eingesessen hat. Als er Bill aufspürt, ist Elizabeth verstorben und Jimmy in seiner alleinigen Obhut. Caribou entführt Jimmy in den Norden, wo er das damals gestohlene Gold versteckt hat. Mit einer Abordnung von Rotröcken verfolgt Bill seine Spur; auch die damaligen Kumpane, angeführt von Wolf, sind hinter ihm her. Als Jimmy unterwegs erkrankt, wird er von einem Arzt operiert; so erfährt Bill den Aufenthaltsort Caribous. Es kommt zu einem Aufeinandertreffen, bei dem Bill Caribou trotz der Möglichkeit, ihn zu töten, verschont: Es handelt sich um seinen Bruder. Gemeinsam bekämpfen sie die Gangster, um Jimmy zu retten; Caribou kommt bei den erfolgreichen Gefechten ums Leben.

## Kritik
„Konventionelles Abenteuerkino auf sehr bescheidenem Niveau.“, so das Lexikon des internationalen Films. Christian Keßler schreibt, der Film sei gut anzusehen, wenn er auch seine Geschichte etwas umständlich erzähle und vermutet, der Film sei mit einem Auge auf den Kindermarkt produziert worden.
Anlässlich einer Fernsehausstrahlung am 17. Mai 1977 urteilte Der Spiegel: „Sentimentaler Italo-Western (...), einer jener italienischen Ramsch-Filme, die das ZDF neuerdings immer öfter ins Programm nimmt“.
Der Italiener C.R. schrieb positiver, der Film verstehe es, seine ereignisreiche Handlung durch Schnitt und passendem Tonfall mit detailreicher Figurenzeichnung zu präsentieren.